# Carrion
Carrion — польская рок-группа, основанная в начале 2003 года в Радоме.

## История
Группа основана в начале 2003 года в Радоме
Год спустя, 25 ноября 2004 года был официально презентован первый мини-альбом группы pt. L.A.F.F.C., записанный совместно с группой Lilith.
В январе 2005 года клип «Zapach szarosci», вошёл в трек-лист «Детонация» на телевидении ITV, где его крутили 2,5 месяца. Этот же трек сумел засветиться в первой тройке топа их музыкального чарта.
В марте 2006 года группа получила приглашение на «Живую Музыку» польского общественного телевидения — TVP (интервью, и фрагменты концерта в Варшаве). Также в этом году команда завоевала множество наград (первое место на фестивалях: Мальборское Музыкальное Обозрение в Мальборкe, Мор-рок ’06 в Мораге, Малопольски Фестиваль Рока в Бжеско, Музыкальная Осень в Серпце, второе место на Музыкальной Осени в Гродкув и приз зрительских симпатий на Фестивале Бампер в Згерж).
В 2007 году группа подписала контракт с MJM Music PL. 30 августа того же года ребята выпустили свой дебютный альбом, названный просто Carrion. Этот альбом включает синглы: «Trzy slowa…», «Trudno uwierzyc» (на которые были сняты видеоклипы) и «Betel», а также кавер на песню группы Black «Wonderful Life».
В 2008 году группа была приглашена для участия в крупнейшем центрально-восточном фестивале Европы Metalmania 2008. Также в этом году, Carrion записали свою версию трека на песню «This Corrosion» группы The Sisters of Mercy который вошёл в CD-сборник «Sittin` In the Bar for Hours — Tribute to SOM». Кроме того, песня «Trzy slowa…» из их дебютного альбома, была включена в двойной CD-сборник компиляций «Antyradio — Рок, Честь, Родина»
2009 год начался с тура по городам всей страны. В апреле группа приехала в Радом, в студию K&K, чтобы начать запись нового материала для своего второго альбома. В то же время, Carrion приняли участие в отборочном этапе фестиваля Przystanku Woodstock 2009 где были выбраны в полуфинальную двадцатку, из более чем пятисот команд, в результате чего трек «Zapach szarosci» попал в CD компиляцию «Przed Woodstockiem 2009». В конце года состоялась премьера нового сингла, трек «Sztandary Eloi» сделал альбом группы многообещающим, что в итоге привело к попаданию песни в плей-листы на радио и завоеванию первых мест в чартах (например: Eska Rock, Antyradio). Кроме того музыка группы («Sztandary Eloi» и «Trzy slowa…») прозвучала в фильме «Дело Януша В.» режиссёра Войцеха Ягелло.
В начале 2010 года был выпущен второй сингл «Nie bez wiary», на который сразу был снят клип. В песне участвует приглашённый гость — гобоист Tytus Wojnowicz. Композиция стала одной из самых популярных песен в стране, таким образом и вошёл в CD компиляцию The Best Polish Songs… Ever! vol. 2'. Премьера новой пластинки El Meddah состоялась 26 марта 2010 года. Альбому способствовал тур по всей стране Eska Rock Tour 2010.
В виде третьего и последнего сингла на этот альбом была выбрана композиция «Dex». В конце 2010 года у группы успели появиться награды в некоторых номинациях: Журнал Гитариста — Лучшая Группа Польши (3-е место) и Самая Лучшая Песня («Dex» — 5-е место), RMF Польский Рок — «El Meddah» пластинка года, сайт NetFan.pl — Исполнитель Года (1-е место) и Хит Года («Nie bez wiary» — 2-е место), сайт Last.FM (24-е место среди польских исполнителей), rockowa setka Eska Rock (58-е место).
Третий альбом «Sarita» был выпущен 13 февраля 2012 года.
В начале июня 2012 года вокалист Гжегож Ковальчик покинул группу.